# Vierge aux chérubins rouges
La Vierge aux chérubins rouges  est une peinture à l'huile sur panneau de Giovanni Bellini, artiste italien de la Renaissance, exécuté autour de 1485. Elle est conservée aux galeries de l'Académie à Venise. 

## Description
Des éléments stylistiques comme l'Enfant sur l'un des genoux de la Vierge, et l'échange de leurs regards, suggèrent que l'œuvre s'est basée sur la Vierge Alzano du même Bellini, également conservée dans le musée. Ici, la Vierge et l'Enfant sont dépeints en avant-plan, au-dessus d'un paysage typique avec des tours, des châteaux et une petite île avec un bateau. 
Le ciel lumineux dispose d'une série de chérubins rouges, qui donnent son nom à l'œuvre.  Le parapet dans la partie inférieure est également typique chez Bellini, bien que cette fois il n'ait pas ajouté de cartellino. 